# Joseba Arriaga Dosantos
Joseba Arriaga (Ermua, 28 de juliol de 1982) és un exfutbolista basc, que ocupava la posició de davanter. va ser internacional espanyol en categories inferiors.

## Trajectòria
Sorgeix del planter de l'Athletic Club. Després de jugar als filials, a la temporada 02/03 puja al primer equip, amb qui juga 28 partits a la màxima categoria. No s'arriba a fer un lloc titular, i durant els següents dos anys és suplent a l'Athletic, que el cedira a la SD Eibar a la temporada 05/06.
Sense continuïtat a l'equip de San Mamés, a l'estiu del 2006 fitxa per la UD Las Palmas, amb qui disputa 32 partits de la Segona Divisió. Posteriorment milita al Real Jaén i al Cadis CF, ambdós a Segona B.